# Nottingham Open 2025
Il Nottingham Open 2025, chiamato anche Lexus Nottingham Open per motivi di sponsorizzazione, è stato un torneo di tennis professionistico maschile e femminile. È stata la 17ª edizione del torneo per le donne facente parte della categoria WTA 250 con un montepremi di 275 094 $. È stata invece la 29ª per gli uomini facente parte della categoria Challenger 125 dell'ATP Challenger Tour 2025, con un montepremi di € 148 625. Si è disputato dal 15 al 22 giugno 2025 sui campi in erba del Nottingham Tennis Centre di Nottingham nel Regno Unito.

## Partecipanti singolare maschile

### Teste di serie
| Nazionalità | Giocatore           | Ranking* | Testa di serie |
| ----------- | ------------------- | -------- | -------------- |
| Italia      | Luca Nardi          | 98       | 1              |
| Croazia     | Marin Čilić         | 104      | 2              |
| Stati Uniti | Brandon Holt        | 106      | 3              |
| Stati Uniti | Christopher Eubanks | 107      | 4              |
| Colombia    | Daniel Elahi Galán  | 110      | 5              |
| Cile        | Tomás Barrios Vera  | 111      | 6              |
| Francia     | Arthur Cazaux       | 113      | 7              |
| Stati Uniti | Tristan Boyer       | 115      | 8              |

* Ranking al 9 giugno 2025.

### Altri partecipanti
I seguenti giocatori hanno ricevuto una wild card per il tabellone principale:
- George Loffhagen
- Ryan Peniston
- Jack Pinnington Jones

Il seguente giocatore è entrato in tabellone con il ranking protetto:
- Lloyd Harris

I seguenti giocatori sono entrati in tabellone come special exempt:
- Shintaro Mochizuki
- Marco Trungelliti

Il seguente giocatore è entrato in tabellone con il programma della Next Gen Accelerator:
- Nicolai Budkov Kjær

I seguenti giocatori sono passati dalle qualificazioni:
- Hugo Grenier
- Matteo Gigante
- Arthur Fery
- James Trotter
- James McCabe
- Jan Choinski

I seguenti giocatori sono entrati in tabellone come lucky loser:
- Colton Smith
- Eliot Spizzirri

## Partecipanti singolare femminile

### Teste di serie
| Paese       | Giocatrice          | Ranking* | Testa di serie |
| ----------- | ------------------- | -------- | -------------- |
| Brasile     | Beatriz Haddad Maia | 22       | 1              |
| Danimarca   | Clara Tauson        | 23       | 2              |
| Belgio      | Elise Mertens       | 25       | 3              |
| Kazakistan  | Julija Putinceva    | 27       | 4              |
| Canada      | Leylah Fernandez    | 30       | 5              |
| Polonia     | Magda Linette       | 31       | 6              |
| Rep. Ceca   | Linda Nosková       | 32       | 7              |
| Regno Unito | Katie Boulter       | 34       | 8              |
| Serbia      | Olga Danilović      | 38       | 9              |

* Ranking al 9 giugno 2025.

### Altre partecipanti
Le seguenti giocatrici hanno ricevuto una wildcard per il tabellone principale:
- Harriet Dart
- Francesca Jones
- Hannah Klugman
- Mingge Xu

Le seguenti giocatrici sono entrate in tabellone con il ranking protetto:
- Petra Kvitová
- Zhu Lin

La seguente giocatrice è entrata in tabellone con lo special exempt:
- Tatjana Maria

Le seguenti giocatrici sono passate dalle qualificazioni:

- Alexandra Eala
- Léolia Jeanjean
- Kamilla Rachimova
- Antonia Ružić
- Aljaksandra Sasnovič
- Laura Siegemund

Le seguenti giocatrici sono entrate in tabellone come lucky loser:
- Cristina Bucșa
- Julija Starodubceva
- Anca Todoni

### Ritiri
Prima del torneo
- Èlina Avanesyan → sostituita da  Kimberly Birrell
- Polina Kudermetova → sostituita da  Suzan Lamens
- Petra Kvitová → sostituita da  Julija Starodubceva
- Tatjana Maria → sostituita da  Cristina Bucșa
- Elise Mertens → sostituita da  Anca Todoni
- Alycia Parks → sostituita da  Anna Blinkova
- Anastasija Pavljučenkova → sostituita da  Katie Volynets

## Partecipanti doppio femminile

### Teste di serie
| Nazione       | Giocatore           | Nazione  | Giocatore       | RankING* | Teste di serie |
| ------------- | ------------------- | -------- | --------------- | -------- | -------------- |
| Taipei cinese | Hsieh Su-wei        | Cina     | Zhang Shuai     | 27       | 1              |
|               | Irina Chromačëva    | Ungheria | Fanny Stollár   | 64       | 2              |
| Brasile       | Beatriz Haddad Maia | Germania | Laura Siegemund | 64       | 3              |
| Kazakistan    | Anna Danilina       | Giappone | Ena Shibahara   | 68       | 4              |

*Ranking al 9 giugno 2025.

### Altre partecipanti
Le seguenti coppie di giocatrici hanno ricevuto una wild card per il tabellone principale:
- Jodie Burrage /  Sonay Kartal
- Hannah Klugman /  Mika Stojsavljevic

## Campioni

### Singolare maschile
Marin Čilić ha sconfitto in finale  Shintarō Mochizuki con il punteggio di 6–2, 6–3.

### Singolare femminile
McCartney Kessler ha sconfitto in finale  Dajana Jastrems'ka con il punteggio di 6-4, 7-5.

### Doppio maschile
Santiago González /  Austin Krajicek hanno sconfitto in finale  Fernando Romboli /  John-Patrick Smith con il punteggio di 7–6(2), 6–4.

### Doppio femminile
Beatriz Haddad Maia /  Laura Siegemund hanno sconfitto in finale  Anna Danilina /  Ena Shibahara con il punteggio di 6-3, 6-2.